# Olivier Duha
Olivier Duha, né le 7 février 1969 à Dax, est un entrepreneur français. Il est fondateur et co-président du Groupe Webhelp, groupe international de services et solutions en relation client.

## Biographie
Diplômé de l’ESCEM et d’Audencia, il commence sa carrière en 1992 chez LEK Consulting, cabinet de conseil en stratégie et en fusions/acquisitions. Il est amené à travailler successivement à Londres, Paris et Sydney. En 1998, il obtient un MBA à l’INSEAD. Il rejoint ensuite le groupe de conseil américain, Bain & Company. Il intègre notamment le « practice E-Business » et intervient dans des missions de stratégie de développement Internet pour des grands groupes industriels.
Il est désigné manager de l'année par Le Nouvel Economiste en 2013 et est président de CroissancePlus de 2011 à 2013.

## Fondation de Webhelp
En juin 2000,  il co-fonde  avec Frédéric Jousset, qu’il a rencontré chez Bain & Company, l’entreprise Webhelp, SAS dont la vocation première est de proposer un service d’assistance en ligne pour les internautes néophytes, grâce à l’aide de « webwizards », des conseillers qui disposent d’outils de recherche spécifiques. Le concept initial évolue vers une offre de centres d’appels globale : prestations de hotline, télémarketing, traitement de courriers et d’e-mails. 

## Distinctions
- Chevalier de l'ordre national du Mérite en juin 2010[réf. nécessaire].